# 크리스토퍼 로이드
크리스토퍼 로이드(Christopher Lloyd, 1938년 10월 22일 ~ )는 미국의 배우이다.

## 출연 작품

### 영화
- 고잉 인 스타일 (1979) - 밀턴 역
- 스타 트랙 3 - 스팍을 찾아서 (1983)
- 백 투 더 퓨처 (1985)
  - 백 투 더 퓨처 2 (1989)
  - 백 투 더 퓨처 3 (1990)
- 누가 로저 래빗을 모함했나 (1988)
- 아담스 패밀리 (1991)
- 아담스 패밀리 2 (1993)
- 페이지마스터 (1994) - 목소리
- 화성인 마틴 (1999)
- 뮤즈 (2017 )- 버나드 역
- 바운더리스 (2018)
- 노바디 (2021) - 허치 아버지 역

### 텔레비전
- 이야기 도시 (1999)
- 미티어 (2009)